# جو برزا
جو برزا (ولد في 11 أغسطس 1963) هو طاه لبناني . نال شهرة واسعة من خلال ظهوره على برنامج توب شيف في نسخته الموجهة للمشاهدين في الشرق الأوسط.  

## جوائز
فاز برزا بعدة جوائز: 
| 2010 | ضيف شرف باعتباره الشيف الرئيسي في "جورميه أبوظبي 2010". التعريف بالمطبخ اللبناني في مهرجان "لو ميجور دي لا جاسترونوميا" الدولي للأغذية في أليكانتي ، إسبانيا التعريف بالمطبخ اللبناني في "مهرجان سيدني الدولي للأغذية" |
| 2009 | رئيس الطهاة Les 6eme Jeux de la Francophonie (يقدم ما يصل إلى 25000 وجبة يوميًا) |
| 2008 | رئيس الوفد اللبناني إلى " Coupe du Monde de la Pâtisserie " رئيس الوفد اللبناني إلى "مخبز كأس العالم" يعرض المطبخ اللبناني في " معهد الطبخ الأمريكي " عرض المطبخ اللبناني في مطعم Les Etoiles de Mougins               |

## أنظر ايضا
- رمزي شويري